# Saadet I Giray
Saadet I Giray, född okänt år, död 1538, var Krimkhanatets khan 1524-1532. 